# Engelbert Schwarzbauer
Engelbert Schwarzbauer (* 31. Oktober 1911 in Oedt; † 17. November 1972 in Linz) war ein österreichischer Theologe.

## Leben
Nach der Priesterweihe 1936 in Rom studierte er Theologie und Philosophie an der Päpstlichen Universität Gregoriana in Rom. Er war von 1937 bis 1938 Kooperator in St. Agatha und von 1938 bis 1940 Kooperator in Bad Ischl. Von 1940 bis 1945 war er Domvikar und Studentenseelsorger an der Dompfarre. Von 1945 bis 1972 lehrte er als Professor für Dogmatik an der Philosophisch-theologischen Diözesanlehranstalt Linz.

## Schriften (Auswahl)
- Die Kirche als Corpus Christi Mysticum beim hl. Hieronymus. Rom 1939, OCLC 719002609.
- Meditation über Weihnachten. Linz 1969, OCLC 633970003.
- Schwere und Größe des Sterbens. Linz 1972, OCLC 633256786.
- Hinabgestiegen in das Reich des Todes. Linz 1972, OCLC 74169613.
- Sündenvergebung heute. Linz 1973, ISBN 3-85329-016-7.